# Arcade Fire (EP)
Arcade Fire je EP kanadskog indie rock sastava Arcade Fire i ujedno njihovo prvo izdanje. Prvotno je objavljen 2003. te distribuiran na koncertima sastava, a 2005. u službenom izdanju Merge Recordsa.

## Povijest
Sastav je snimio album u kolovozu 2002. u Mount Desert Islandu u Maineu i prodavao ga na vlastitim koncertima. Nakon objavljivanja studijskog albuma Funeral, Merge Records je 2005. objavio remasterirano izdanje EP-a. Pjesma "No Cars Go" 2007. je objavljena na studijskom albumu Neon Bible.

## Recenzije
Kritičar Allmusica James Christopher Monger opisao je izdanje kao uvod onome što će uslijediti na Funeralu te napisao da je "jasno gdje sastav smjera": "Iako ovdje nema ničega što se može mjeriti s električnošću koja struji kroz "Tunnels" ili "Power Out", ima nekoliko trenutaka — i glazbeno i tekstovno — koji nagovještavaju nadolazeći vatromet." Recenzent Pitchforka Stephen M. Deusner napisao je kako je EP "uvježbavanje sastava za svoj prvi studijski album": "EP pokazuje kako sastav i dalje pronalazi snagu i razvija zvuk, nesiguran u svoj talent za katarzičku dramu. Odnosno, i dalje zvuče kao što su - ili će - na Funeralu, samo nešto slabije."

## Popis pjesama
| 1.    | »Old Flame«                     | Butler, Chassagne      | 3:55 |
| 2.    | »I'm Sleeping in a Submarine«   | Butler, Chassagne      | 2:46 |
| 3.    | »No Cars Go«                    | Butler, Chassagne      | 6:00 |
| 4.    | »The Woodland National Anthem«  | Butler, Chassagne      | 3:56 |
| 5.    | »My Heart Is an Apple«          | Butler, Chassagne      | 4:25 |
| 6.    | »Headlights Look Like Diamonds« | Butler, Chassagne, Deu | 4:22 |
| 7.    | »Vampire/Forest Fire«           | Butler, Chassagne      | 7:13 |
| 32:47 |                                 |                        |      |

## Osoblje
- Win Butler – vokali, gitara, bas, sintesajzer, bendžo, tamburin
- Régine Chassagne – vokali, klavir, sintesajzer, udaraljke
- Richard Parry – bas, udaraljke
- Dane Mills – bubnjevi, bas
- Brendan Reed – bubnjevi, udaraljke, vokali
- Myles Broscoe – bas, gitara
- William Butler – bas, klarinet
- Gregus Davenport – francuski rog
- Nicky – saksofon
- Liza Rey – harfa
- Tim Kyle – električna gitara

## Vanjske poveznice
- Diskografija Arcade Firea  Arhivirana inačica izvorne stranice od 22. travnja 2009. (Wayback Machine)